# 瓦林潔
瓦林 潔（かわらばらし きよし、1903年4月10日 - 1990年2月7日 ）は、日本の経営者。

## 来歴・人物
福岡県浮羽郡田主丸町出身。1927年に中央大学法学部を卒業し、同年に筑後電力に入社。1937年7月に九州水力電気を経て、1942年4月に九州配電（のちの九州電力）に転じる。1954年5月に取締役に就任し、常務、副社長を経て、1967年5月に社長に就任。1974年6月に会長に就任し、1983年7月から相談役を務めた。
1968年から1974年までに福岡放送社長も務め、福岡野球（太平洋クラブライオンズ→クラウンライターライオンズ）取締役、日本商工会議所副会頭、福岡商工会議所会頭、福岡大学理事長なども歴任。
1962年10月に藍綬褒章を受章し、1974年4月に勲一等瑞宝章を受章した。